# Ivan Jurkovič
Ivan Jurkovič (Kočevje, Iugoslávia, 10 de junho de 1952) é um clérigo esloveno, arcebispo católico romano e diplomata da Santa Sé.
Ivan Jurkovič foi ordenado sacerdote pelo Arcebispo Jože Pogacnik em 29 de junho de 1977 e foi incardinado na Arquidiocese de Ljubljana. Ele estudou teologia católica na Faculdade de Teologia da Universidade de Ljubljana. Em 1988 recebeu seu doutorado em direito canônico. Depois de estudar na Pontifícia Academia Diplomática de Roma, ingressou no serviço diplomático da Santa Sé em 1º de maio de 1984.
Foi Secretário da Nunciatura na Coreia do Sul (1984-1988) e Auditor da Nunciatura na Colômbia (1988-1992), além de Assessor da Representação da Santa Sé na Federação Russa (1992-1996) e Assessor da a Organização para a Segurança e Cooperação na Europa (OSCE). De 1993 a 1996 lecionou direito canônico no St. Thomas Aquinas Catholic Theological College (agora Saint Thomas Institute Moscow). Em seguida, trabalhou na Secretaria de Estado da Santa Sé. Em 1997 foi feito prelado honorário de Sua Santidade.
O Papa João Paulo II o nomeou arcebispo titular de Krbava em 2001 e o nomeou núncio apostólico na Bielorrússia. Foi ordenado bispo em 6 de outubro de 2001 em Ljubljana pelo Cardeal Angelo Sodano; Os co-consagradores foram o Arcebispo Franc Rodé CM de Ljubljana e o Arcebispo Edmond Y. Farhat, Núncio na Eslovênia. Em 2004 foi nomeado núncio na Ucrânia.
Em 19 de fevereiro de 2011, foi pelo Papa Bento XVI nomeado Núncio Apostólico no Uzbequistão. Isto foi precedido por uma visita do presidente russo Dmitry Medvedev ao Papa Bento XVI. em 17 de fevereiro de 2011. Jurkovič sucede o arcebispo italiano Antonio Mennini.
Em 13 de fevereiro de 2016, o Papa Francisco o nomeou Observador Permanente da Santa Sé junto às autoridades das Nações Unidas em Genebra e à Organização Mundial do Comércio.
Em 5 de junho de 2021, o Papa Francisco o nomeou Núncio Apostólico no Canadá; o escritório estava vago desde dezembro de 2020.
Ivan Jurkovič é Capelão Conventual da Grã-Cruz da Ordem de Malta. Ele é fluente em esloveno, italiano, inglês, russo, espanhol, alemão, francês, croata e ucraniano.